# Hjälmarbaden
Hjälmarbaden is een plaats in de gemeente Örebro in het landschap Närke en de provincie Örebro län in Zweden. De plaats heeft 69 inwoners (2005) en een oppervlakte van 19 hectare. Hjälmarbaden ligt aan de zuidoever van de Hemfjärden, een baai in het zuidoostelijke deel van het Hjälmarmeer. De overige directe omgeving van de plaats bestaat zo goed als geheel uit bos. Hjälmarbaden werd gesticht rond 1900 als plaats met vakantiehuisjes, deze waren vooral in gebruik door de wat rijkere burgers van de stad Örebro. Sinds de jaren 90 van de 20ste eeuw worden steeds meer van deze vakantiehuisjes gebruikt voor permanente bewoning. De stad Örebro ligt zo'n tien kilometer ten westen van het dorp.